# Agathia antitheta
Agathia antitheta là một loài bướm đêm trong họ Geometridae.